# Hemipeplus chaos
Hemipeplus chaos is een keversoort uit de familie Mycteridae. De wetenschappelijke naam van de soort is voor het eerst geldig gepubliceerd in 1985 door Thomas.